# Travaux préparatoires
Die Travaux préparatoires (französisch; deutsch: „vorbereitende Arbeiten“; Plural) sind im Völkerrecht die offizielle Aufzeichnung der Verhandlungsgeschichte eines Vertragsabschlusses.
Die Travaux préparatoires dienen dazu, die beabsichtigten Ziele und den Zweck eines Vertrages festzustellen. Dies ergibt sich vor allem aus Artikel 31 des Wiener Übereinkommen über das Recht der Verträge.
Die Travaux préparatoires  werden häufig publiziert – mitunter auf einer Website, die speziell für den Vertrag erstellt wurde (wie zum Beispiel das Römische Statut des Internationalen Strafgerichtshofs oder der Internetauftritt der Vereinten Nationen).

## Referenzen
- Jonathon Green, Dictionary of Jargon, Routledge, 1987, ISBN 0-7100-9919-3, p. 567.
- https://www.admin.ch/opc/de/classified-compilation/19690099/202005080000/0.111.pdf Stand 20. Mai 2013
- Einführung in das Völkerrecht, Stephan Hobe, 9. Auflage, S. 225